# American Psycho (musikalbum)
American Psycho är ett musikalbum av The Misfits, släppt 1997 på Geffen Records. Det var bandets första album utan den tidigare frontmannen Glenn Danzig. Han ersattes som sångare av Michale Graves.

## Låtlista
1. "Abominable Dr. Phibes"
2. "American Psycho"
3. "Speak of the Devil"
4. "Walk Among Us"
5. "The Hunger"
6. "From Hell They Came"
7. "Dig Up Her Bones"
8. "Blacklight"
9. "Resurrection"
10. "Dead Kings Rise"
11. "This Island Earth"
12. "Crimson Ghost"
13. "Day of the Dead"
14. "The Haunting"
15. "Mars Attacks"
16. "Hate the Living, Love the Dead"
17. "Shining"
18. "Dont Open Til Doomsday"
19. "Hell Night"